# Jean Basset
Jean Basset, né en 1645 et mort le 20 novembre 1715, est un prêtre de Nouvelle-France de 1675 jusqu'à sa mort.
Basset arriva en Nouvelle-France par l'entremise du diocèse de Lyon et fut ordonné prêtre l'année suivante. Il fut prêtre dans plusieurs paroisses pendant sa prêtrise. Il fit don d'une terre et d'une ferme à la Congrégation de Notre-Dame et fit beaucoup de travail par lui-même et pour Marguerite Bourgeoys. Il fit construire un couvent pour les religieuses pour sa paroisse de Pointe-aux-Trembles.
Il fut notaire pour sa région à cause d'un manque de notaires. Il fit plusieurs contrats pour les résidents et ses actes sont encore disponibles dans les registres de notariat.